# Абдулах Оџелан
Абдулах Оџелан (курд. عەبدوڵڵا ئۆجەلان, Abdullah Ocalan; рођен 4. април 1948), такође познат и као Апо (скраћеница за Абдулаха и стрица на курдском), је један од оснивача милитантне организације Радничка партија Курдистана (PKK) 1978. године у Турској која се бори за људска права и самоопредјељење Курда у Турској. Оџелан је предводио оружани сукоб са Турском од 1986. до 2013. године.
Ухапшен је 1999. године од стране ЦИА-е и турских безбједносних снага у Најробију и затим пребачен у Турску, гдје је био осуђен на смрт. Казна је преиначена у доживотну робију када је Турска укинула смртну казну у прилог својој намери да буде примљена у чланство Европске уније. Од 1999. до 2009. године био је једини затвореник на острву Имрали у Мраморном мору. Оџелан је признао насилну природу PKK, али каже да је период оружаног сукоба престао и је потребно наћи политичко рјешење за курдско питање. У сукобу између Турске и PKK страдало је око 40.000 људи, укључујући припаднике PKK, Турске војске и цивиле, како турске тако и курдске.
Из затвора, Оџелан је објавио неколико књига, већином објављене 2012. године.

## Биографија
Абдулах Оџелан је рођен у Омерлију, селу у Халфети, вилајет Шанлијурфа на истоку Турске. По неким изворима датум рођења 4. април 1948. није тачан, а он је сам рекао да не зна тачан датум свог рођења, а по процјени може бити од 1946. до 1947. Он је најстарији од седморо дјеце. По неким изворима његова бака је била етничка Туркиња, као и његова мајка (што је он једном сам признао). Према једном предавачу са Универзитета Бар-Илан у Израелу, Оџелан није знао курдски када га је упознао 1991. године: „Он (Оџелан) ми је рекао да говори на турско, даје наређења на турском и мисли на турском“.
Абдулахов брат Осман је био командир PKK, све док није пребјегао и основао Патриотску и демократску партија Курдистана. Његов други брат, Мехмет, је члан прокурдске Партије мира и демократије.
Послије дипломирања у средњој стручној школи у Анкари, Оџелан је почео да ради у Дијарбакиру. Пребачен је мјесец дана касније у Бакиркеј, Истанбул. Касније је кренуо на правне студије на Истанбулском унивезитету, али се годину касније пребацио на политичке науке на Анкарском универзитету. Његов повратак у Анкару био је олакшан од стране државе са циљам изазивања побуне у милитантној организацији Турска револуционарна омладинска федерација. Предсједник Сулејман Демирел је касније повукао своју одлуку јер је PKK постала много већа пријетња од ТРОФ-а.
Усред сукоба између крајње љевице и крајње деснице који је кулминирао државним ударом, Абдулах Оџелан је основао PKK. Он је покренуо рат против Турске, како би се успоставила независну курдску државу.

## Турско-курдски сукоб
је, 1984. године, започео оружану борбу против Турске са циљем независности дијела Курдистана у Турској (Турски Курдистан), а убрзо је добила углед ефикасне силе. Њене насилне акције су довеле до тога да је неке државе и међународне органзације ствастају на листу терористичких организација, као што су САД, ЕУ, НАТА, Сирија, Аустралије и многе друге (поред Турске).

## Хапшење и суђење
До 1998. Оџелан је базу за своја дјеловања имао у Сирији. Како се ситуација погоршавала турска влада је отворено запријетила Сирији због њене подршке PKK. Као исход тога сиријска влада је приморала Оџелана да напусти земљу, али га није предала турским властима. Оџелан је прво отишао у Русију и одатле се селио у разне земље укључујући Италију и Грчку. Исте године турске власти су затражиле Оџеланово изручење. У то доба правно га је заступала њемачки адвокат Брита Бохлер, која је тврдила како он води легитивну борбу против турске репресије над Курдима.
Ухапшен је, 15. фебруара 1999. године, у Кенији када је био пребачен из грчког дипломатског представништава на аеродром у Најробију, у операцији коју је извела турска Национална обавјештајна организација уз помоћ америчке ЦИА.

## Публикације
Оџелан је аутор више од 40 књига, од којих је четири књиге писао у затвору.
- Interviews and Speeches. London: Kurdistan Solidarity Committee; Kurdistan Information Centre, 1991. 46 p.
- „Translation of his 1999 defense in court”. Архивирано из оригинала 20. 10. 2007. г. Приступљено 18. 4. 2017.
- Prison Writings: The Roots of Civilisation. London; Ann Arbor. Prison Writings: Thee Roots of Civilization. MI: Pluto. 2007. ISBN 978-0-7453-2616-0.
- Prison Writings Volume II: The PKK and the Kurdish Question in the 21st Century. London: Transmedia. 2011. ISBN 978-0-9567514-0-9.
- Democratic Confederalism. London: Transmedia. 2011. ISBN 978-3-941012-47-9.[37]
- Prison Writings III: The Road Map to Negotiations. Cologne: International Initiative. 2012. ISBN 978-3-941012-43-1.
- Liberating life: Women’s Revolution.. Cologne. Liberating Life: Woman's Revolution. Germany: International Initiative Edition. 2013. ISBN 978-3-941012-82-0.. A PDF of the book is available here at the International Initiative website
- Manifesto for a Democratic Civilization, Volume 1.. Porsgrunn. Civilization: The Age of Masked Gods and Disguised Kings. Norway: New Compass. 2015. ISBN 978-82-93064-42-8.
- Defending a Civilisation.
- Sumer rahip devletlerinden demokratik uygarliga Volumes 1 and 2.